# Płoniawy-Kolonia
Płoniawy-Kolonia (prononciation : [pwɔˈɲavɨ kɔˈlɔɲa]) est un village polonais de la gmina de Płoniawy-Bramura dans le powiat de Maków de la voïvodie de Mazovie dans le centre-est de la Pologne.

## Histoire
De 1975 à 1998, le village appartenait administrativement à la voïvodie d'Ostrołęka.